# Jessica Braun
Jessica Braun (* 1975 in Lahr/Schwarzwald) ist eine deutsche Journalistin und Bestseller-Autorin.

## Werdegang
Braun studierte 1998 bis 2001 Modejournalismus und Medienmarketing an der AMD Akademie Mode & Design. 2002 bis 2004 absolvierte sie ein Volontariat bei der Zeitschrift Petra, wo sie anschließend bis 2006 als Redakteurin tätig blieb. Nach jeweils rund einem Jahr als Redakteurin bei den Zeitschriften Woman und Grazia arbeitet sie seit 2010 als freie Journalistin u. a. für Die Zeit, das SZ-Magazin, NZZ Folio, WirtschaftsWoche, Salon und Glamour.
Im Mai 2019 war Braun Gast der NDR Talk Show, im Juni 2019 bei Zibb sowie interviewt durch Julia Schöning bei WDR 5 und im Juli 2019 bei Live nach neun. Im Mai 2019 wurde ihr Buch „Atmen“ auf Platz sechs der Sachbuch-Bestenliste der Zeit geführt. im Mai 2019 führte Der Spiegel das Buch in seiner vom Branchenmagazin Buchreport ermittelten Bestsellerliste auf Platz vierzehn.
Jessica Braun ist mit Christoph Koch verheiratet, das Paar lebt in Berlin.

## Publikationen
- Atmen: Wie die einfachste Sache der Welt unser Leben verändert. 3. Auflage, Kein & Aber, Zürich 2019, ISBN 978-3-0369-5798-2, Taschenbuch, Goldmann, 2020, ISBN 978-3-442-14263-7.
- Träum schön. Bastei Lübbe, Köln 2018, ISBN 978-3-404-60970-3.
- mit Christoph Koch: Your home is my castle. Malik, München 2017, ISBN 978-3-89029-492-6.
- mit Daniel Erk: Zusammen isst man seltener allein: Das koch mal Buch. Blanvalet Verlag, München 2012, ISBN 978-3-7645-0464-9.